# Kelčský Javorník
Der Kelčský Javorník (deutsch Keltscher Jawornik, auch Keltscher Ahornberg) ist mit einer Höhe von 865 m n.m. die höchste Erhebung der Hostýnské vrchy in der Tschechischen Republik. 

## Geographie
Der Kelčský Javorník befindet sich sieben Kilometer östlich der Stadt Bystřice pod Hostýnem im zentralen Teil der Hostýnské vrchy. Am nördlichen Fuße liegen die Dörfer Příkazy, Osíčko und Komárno, im Nordosten Podhradní Lhota und Rajnochovice, östlich die Baude Holubova chata, im Südwesten Chvalčov, westlich Bystřice pod Hostýnem sowie nordwestlich V Revíře und Loukov. Am Nordhang befindet sich seit 1976 das Naturreservat Kelčský Javorník, ein 122,3455 ha großes Urwaldgebiet.

## Beschreibung
Der dicht bewaldete Berg bietet keinerlei Aussichtspunkte und ist daher wenig begangen. Gegen Nordosten liegt auf einem Vorberg die wüste Burg Šaumburk und unterhalb von ihr die Ruinen der Burg Nový Šaumburk bzw. Zubříč. Südwestlich des Berges entspringt die Moštěnka.